# Szana vármegye

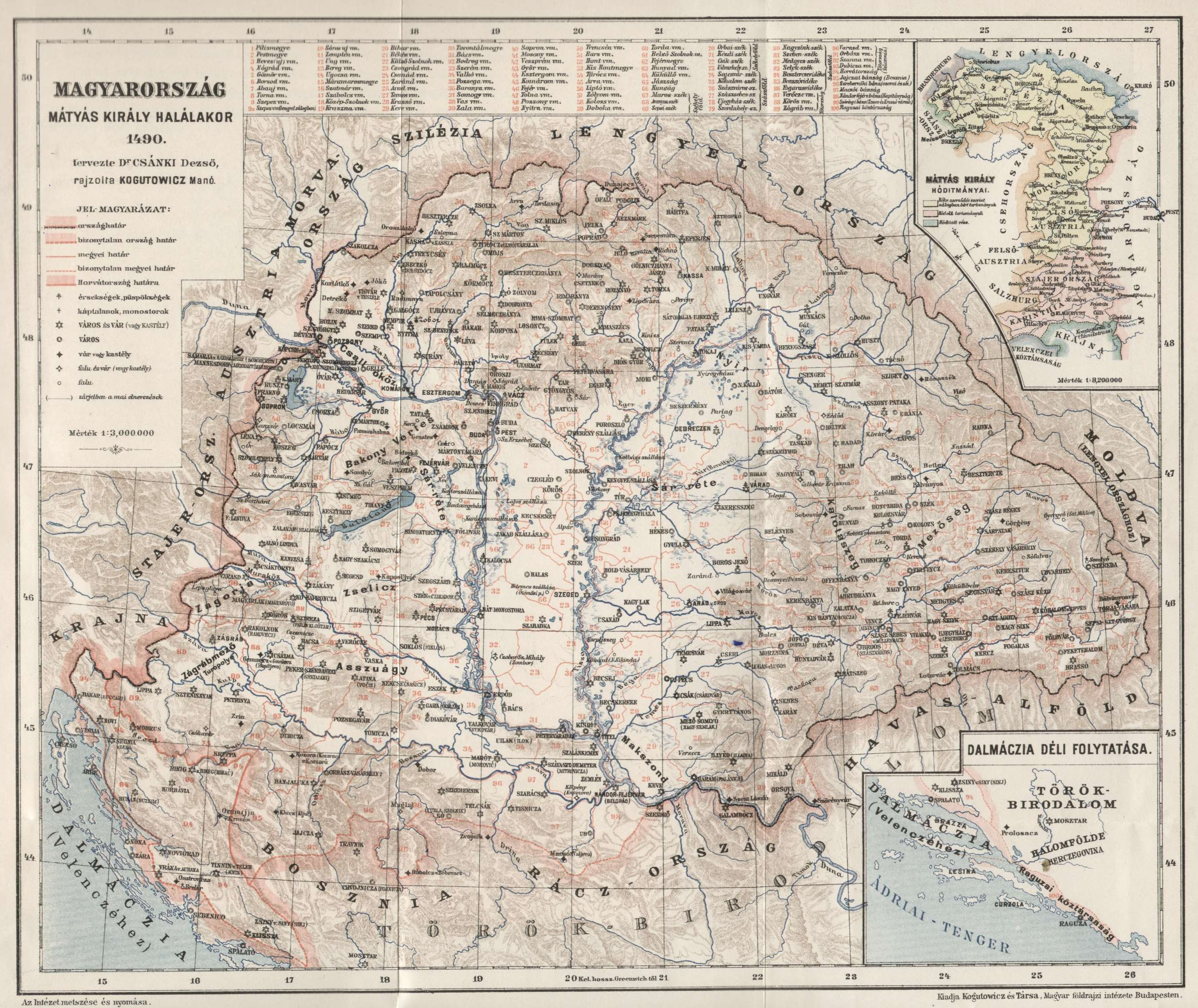
Csánki Dezső–Kogutowicz Manó: Magyarország Mátyás király halálakor

Szana vármegye a három alsószlavón vármegye egyike, azoknak legdélibb tagja.

## Fekvése
A Szana folyó két partján feküdt, a három megye közül ez nyúlt le délre legjobban, észak felé azonban nem ért a Száváig.  Északon és nyugaton az Una, délen az Unac folyó határolta.

## Története
Szana vármegye székhelye Kozara városa volt a Kozara-hegység (Kozara Planina) déli lábánál. Mint vármegye elég korán feltűnt az oklevelekben. Nevét először 1197-ben Imre király birtokadományozó oklevelében említették, 1256-ban pedig már Sándor nevű alispánja is említve volt.
Egyházai 1334-ben még a zágrábi, utóbb a pécsi püspökséghez tartoztak, ugyanis a zágrábiak panaszkodnak arról, hogy a dubicai főesperességből az egész szanai kerületet kihasították.

## Várai
- Kozara (Kazara) - Neve Pesty Frigyes szerint Koszorú volt. Kozara a Szana könyökétől keletre feküdt. Kozara volt a vármegye fő helye, ide gyűltek össze 1360-ban Kőrös, Dubica, Orbász és Szana vármegyék rendjei, majd 1380. VII. 2-án Zágrábban gyűltek össze Zágráb, Dubica, Orbász, Szana és Mere vármegyék nemesei, hogy birtokperekben döntsenek.

1396 után a Nápolyi Lászlót támogató Hervoja (†1416) boszniai kiskirály uralma Szana vármegyére is kiterjedt. 1413-ban Zsigmond király  Kozarát, hűségesküje ellenére, a Blagayak igazgatására bízta, majd 1435-ben 6000 Ft-ért Blagay Jánosnak adta zálogba. Kozarát 1464-ben Hunyadi Mátyás király Szentgyörgyi Mihálynak adta, akinek Székely Miklós volt a fia. 1481. február 16-án a szanai kongregáció Rohffy László ügyét tárgyalta Kozarán. 1494-1496 között a török foglalásig Haraszti Ferenc egykori szörényi bán volt az utolsó magyar kézen maradt vár, Kozara/Koszorú kapitánya.
- Brumen - 1397-ben a várat Krupától északra említették.
- Bylyczky - 1473-ban a vár Kozarához tartozott, Kozarával együtt adta el Szentgyörgyi Székely Miklós a Decseieknek.
- Greben - Greben várát 1365-ben említették, Jajcától északra épülhetett.
- Kljucs - A vár 1325-ben a Szana mellett épült, Horvatin fia Vkoszlo birtoka volt.

## Városai
- Kozara (1360: a vár alatt települt, Szt Márton-egyházzal)
- Szana (Zana, 1314: a Szana folyó mellett). - 29 helységéből 17: Blagaj (Szt. György-tp.),
- Cesich (Szentháromság-tp.), Herbochan (IV. Béla 1263: Lőrinc tárnokmesternek adta; Szt Kereszt-tp.), Japra (Szt Márk és Szt Márton-tp.; csak Pesthynél)
- Marjanovac (Szt. Mária-tp.), Markovac (Szt Márk-tp.)
- Mren (Szt György-tp.), Osztroluka (Mária-tp./Boldogasszony-tp.), Petrouch (Szt. Péter-tp.)
- Pobresia (1328: örökösödés ügyében említik; Szt György-tp.)
- Podcrisie (Szt. Kereszt-tp., Boldogasszony-tp., Szt Péter-tp.; 3 helység azonos névvel, vsz. a tp. uaz más titulussal; csak Pesthynél)
- Pluheria (Szt. István kir.-tp.), Starigrad (Mindensztek-tp.)
- Sumechicha (Szt. Márton-tp.)
- Versusya (Keresztelő Szt. János-tp.)
- Vodicha (1357: Mária-tp./Boldogasszony-tp.)
- Zemelna (Mária-tp./Boldogasszony-tp.)
- Zmolan (Ker. Szt. János-tp.
- Zrachycha (Mária-tp.) egyházas hely, 7 birtokos család nevét említik okl-ek.

## Főispánjai
1246-ban és Pesty szerint 1256-ban Sándor; 1258-ban Mihály [Pesty szerint]; 1259-ben Sándor,  1264-ben Mihály; 1271-ben Péter; 1273-ban Miklós; 1284-ben Miklós (riucsei ispán is) [P]; 1275-ben Roland kirnéi tárnokmester [P]; 1281-ben János mester (Orbász, Guarig és Guecske vármegyék főispánja is; rablásaiért Timót zágrábi püspök kiközösítette); 1285-ben Rodiszló (Glaas[?] és Orbász vármegyék főispánja is); 1285-ben Rodiszló (néhai Dénes bán testvére [P: egész Szlavónia bánja], 1293-ban 8 várat kapott III. Andrástól); 1305-ben Nelepuc fia Iván (Orbász vármegye főispánja is); 1328-ban András fia Tamás; 1365-ben Lőrinc fia János (Orbász vármegye főispánja is, István zágrábi püspök testvére) [P]; Bokouch comes de Zana, Kozara és Greben várnagya [csak Thallóczynál]; 1396-ban Vlkach.

## Alispánjai
1264-ben Jakab; 1360-ban Lathko.

## Szolgabírák
1361-ben Radoszló fia Demeter; 1365-ben Lukács fia Wcholen és Galesa fia János (Pestynél Lőrinc fia János mester, Orbász vármegye főispánja is).